# Hipódromo de Marianao
El Hipódromo de Marianao o el Hipódromo del Parque Oriental o bien Oriental Park se localizaba en Marianao, un sector de La Habana, en la capital de la isla de Cuba. Se trataba de una instalación para carreras de caballos pura sangre gestionado durante el invierno por el Jockey Club cubano estadounidense de La Habana. Fundado en 1915, el Parque Oriental fue la única pista de carreras en Cuba en los días previos a que Fidel Castro llegara al poder en 1959. En su apogeo, los propietarios estadounidenses llevaron sus caballos de raza al Oriental Park Racetrack durante el invierno, con numerosas competencias realizadas a través de los años. Actualmente, es un almacén para automotores de la empresa Transimport.